# عزلة الاثلاء (ذمار)

تعديل مصدري - تعديل

عزلة الاثلاء هي إحدى عزل مديرية ميفعة عنس في محافظة ذمار اليمنية ويبلغ تعداد سكانها 12945 نسمة حسب التعداد السكاني في اليمن لعام 2004.

## روابط خارجية
- الجهاز المركزي للإحصاء بالجمهورية اليمنية
- المركز الوطني للمعلومات باليمن
- World Gazetteer:Yemen
- الدليل الشامل